# L'Invitation (album)
Pour les articles homonymes, voir L'Invitation.
Albums de Étienne Daho
Réévolution
(2003) An Evening with Daho
(2008)
L'Invitation est le neuvième album studio d'Étienne Daho, sorti en 2007. 
C'est la troisième collaboration entre Étienne Daho et Édith Fambuena des Valentins après Paris Ailleurs et Corps et Armes. Cet album est certifié album de platine et a obtenu les Victoires de La Musique du meilleur album pop rock en 2008

## Titres de l'album
1. L'Invitation - 3:43
Étienne Daho / Étienne Daho - Xavier Géronimi
2. Cet Air Étrange - 4:00
Étienne Daho / Étienne Daho - Xavier Géronimi
3. Obsession - 4:28
Étienne Daho / Étienne Daho - Xavier Géronimi
4. L'Adorer - 4:35
Étienne Daho / Jean-Louis Piérot - Édith Fambuena - Étienne Daho
5. Les Fleurs de l'Interdit - 3:33
Étienne Daho / Étienne Daho - Xavier Géronimi
6. Boulevard des Capucines - 4:24
Étienne Daho / Étienne Daho - Xavier Géronimi
7. Toi Jamais Toujours - 2:21
Brigitte Fontaine / Étienne Daho - Xavier Géronimi
8. Un Merveilleux Été - 4:07
Étienne Daho / Nicolas Dubosc - Étienne Daho
9. Sur la Terre comme au Ciel - 4:04
Étienne Daho / Étienne Daho - Xavier Géronimi
10. La Vie Continuera - 4:37
Étienne Daho / Jérôme Soligny
11. Cap Falcon - 4:50
Étienne Daho / Étienne Daho - Xavier Géronimi

## Be My Guest Tonight
Sur l'édition Deluxe de l'album, un EP 5 titres intitulé Be My Guest Tonight est inclus. Ce CD contient les 5 reprises suivantes :
1. Little Bit Of Rain - 3:46
Fred Neil
2. I Can't Escape From You - 3:11
Hank Williams
3. Cirrus Minor - 2:59
Roger Waters
4. My Girl Has Gone - 2:11
W. Moore-Smokey Robinson-R.White/M. Tarplin
5. Glad To Be Unhappy - 4:14
Lorenz Hart/Richard Rodgers

## Édition Limitée Deluxe (31 octobre 2011)

### CD 1
1. L'Invitation (Remastérisé en 2011)
2. Cet Air Étrange (Remastérisé en 2011)
3. Obsession (Remastérisé en 2011)
4. L'Adorer (Remastérisé en 2011)
5. Les Fleurs De L'Interdit (Remastérisé en 2011)
6. Boulevard Des Capucines (Remastérisé en 2011)
7. Toi Jamais Toujours (Remastérisé en 2011)
8. Un Merveilleux Été (Remastérisé en 2011)
9. Sur La Terre Comme Au Ciel (Remastérisé en 2011)
10. La Vie Continuera (Remastérisé en 2011)
11. Cap Falcon (Remastérisé en 2011)
12. L'Invitation (the Abbey Road orchestra sessions)
13. Cet Air Étrange (take 1 - Abbey Road rough mix)
14. La Vie Continuera (radio edit)
15. I Can't Escape From You - en duo avec Alain Bashung
16. Les Dessous Chics - en duo avec Jane Birkin
17. My Heart Belongs To Daddy - en duo avec Elli Medeiros
18. Private Tortures - avec Coming Soon
19. Glad To Be Unhappy

### CD 2
1. L'Introvitation (live à la salle Pleyel 2008)
2. Cet Air Étrange (live à la salle Pleyel 2008)
3. Les Fleurs de l'Interdit (live à la salle Pleyel 2008)
4. Un Merveilleux Été (live à la salle Pleyel 2008)
5. L'Adorer (live à la salle Pleyel 2008) - avec Édith Fambuena
6. Boulevard des Capucines (live à la salle Pleyel 2008)
7. Obsession (live à la salle Pleyel 2008)
8. L'Invitation (live à la salle Pleyel 2008)
9. Cap Falcon (live à la salle Pleyel 2008)
10. Little Bit Of Rain
11. I can't escape from You
12. Cirrus Minor
13. My Girl Has Gone
14. Le Prisonnier (démo 2009)
15. For You (démo 2005)
16. Sur la Terre comme au Ciel (démo 2006)
17. La Vie Continuera (démo 2006)
18. Son Silence en dit long (démo 2006)
19. L'Invitation (démo 2006)

## Musiciens
- Étienne Daho : chant, chœurs
- Nicolas Dubosc : guitare sur « Un Merveilleux Été »
- Philippe Entressangle : batterie et percussions
- Édith Fambuena : guitares, chœurs sur « L'Invitation »
- Xavier Géronimi : guitares
- Marcello Giuliani : basse et chœurs sur « La Vie Continuera »